# Lillsjön (Övre Ulleruds socken, Värmland)
Lillsjön är en sjö i Forshaga kommun i Värmland och ingår i Göta älvs huvudavrinningsområde. Sjön är 4 meter djup, har en yta på 0,458 kvadratkilometer och befinner sig 72,1 meter över havet.

## Delavrinningsområde
Lillsjön ingår i det delavrinningsområde (661495-136760) som SMHI kallar för Nedlagd mätstation. Medelhöjden är 99 meter över havet och ytan är 71,99 kvadratkilometer. Räknas de 434 avrinningsområdena uppströms in blir den ackumulerade arean 11 029,92 kvadratkilometer. Avrinningsområdets utflöde Göta älv (Röa) mynnar i havet. Avrinningsområdet består mestadels av skog (54 procent), öppen mark (11 procent) och jordbruk (17 procent). Avrinningsområdet har 5,09 kvadratkilometer vattenytor vilket ger det en sjöprocent på 7,1 procent. Bebyggelsen i området täcker en yta av 1,38 kvadratkilometer eller 2 procent av avrinningsområdet.